# WebAssembly
WebAssembly (сокращённо wasm) — язык программирования низкого уровня, призванный внести программируемость туда, где нужны кроссплатформенность, эффективность и безопасность, в первую очередь на клиентскую сторону Всемирной паутины.
Программирование идёт на обычных статически типизированных языках, таких как Си, C++, C#, Rust, Go. Стековая виртуальная машина, исполняющая инструкции бинарного формата wasm, может быть запущена как в среде браузера, так и в серверной среде. Код на wasm — переносимое абстрактное синтаксическое дерево, что обеспечивает как более быстрый анализ, так и более эффективное выполнение в сравнении с JavaScript.
Проект стартовал 17 июня 2015 года, 15 марта 2016 года была продемонстрирована работа игры Angry Bots из набора примеров для Unity в браузере Chromium. Изначально проект основывался на asm.js и PNaCl. В марте 2017 года сообщество разработчиков достигло соглашения о бинарном формате, API для JavaScript и о эталонном интерпретаторе. В конце мая 2017 года команда проекта Chromium объявила о планах по отказу от PNaCl в пользу WebAssembly.
По состоянию на 2021 год группа, работающая над WebAssembly, включает разработчиков из Mozilla, Google, Microsoft и Apple, которые представляют на рынке четыре наиболее распространённых браузера — Firefox, Chrome, Microsoft Edge и Safari соответственно.
Существует расширение форматов TrueType/OpenType и типографского движка Harfbuzz, позволяющее писать рендеринг текста на WebAssembly. Полученный шрифт меньше по размеру, лучше стандартизован (ожидается меньше расхождений от движка к движку) и обрабатывается быстрее, чем традиционные таблицы OpenType. А некоторые эффекты — многослойный рендеринг цветного шрифта (сначала рисуются все глифы заднего плана, потом все переднего) или качественная сборка стиля арабской вязи «настали́к» — принципиально недостижимы таблицами OpenType.

## Представление
Следующая таблица показывает три различных представления одного и того же исходного кода по мере трансляции его в wasm:
| Исходный код на C (*.c)                                                        | Линейный ассемблерный текст (*.wat)                                                                        | Байт-код WASM (*.wasm)                                   |
| int factorial(int n) { if (n == 0) return 1; else return n * factorial(n-1); } | get_local 0 i64.eqz if i64 i64.const 1 else get_local 0 get_local 0 i64.const 1 i64.sub call 0 i64.mul end | 20 00 50 04 7e 42 01 05 20 00 20 00 42 01 7d 10 00 7e 0b |

Компилятор внутри использует представление в виде s-выражения, которое содержит больше информации, чем линейный текст или байт-код. Например:
```
(
module

  
(
type
 
$FUNCSIG$dd
 
(
func
 
(
param
 
f64
)
 
(
result
 
f64
)))

  
(
import
 
"global.Math"
 
"exp"
 
(
func
 
$exp
 
(
param
 
f64
)
 
(
result
 
f64
)))

  
(
memory
 
256
 
256
)

  
(
export
 
"memory"
 
(
memory
 
0
))

  
(
func
 
$doubleExp
 
(
param
 
$0
 
f64
)
 
(
result
 
f64
)

    
(
f64.mul

      
(
call
 
$exp

        
(
get_local
 
$0
)

      
)

      
(
f64.const
 
2
)

    
)

  
)

  
(
export
 
"doubleExp"
 
(
func
 
$doubleExp
))

)

```

## Поддержка
Компиляция в WebAssembly поддерживается для множества языков, реализация находится на разных стадиях:
- Си и C++ — через набор инструментов Emscripten и Binaryen обеспечивается компиляция в asm.js и wasm, использует LLVM.
- C# — через Avalonia, Blazor и Uno Platform (на основе mono).
- Rust — экспериментальная поддержка компиляции в wasm поддерживается с версии 1.14[12].
- Elixir и Erlang — через компилятор Lumen, разработанный специально для WebAssembly[13].
- Go — экспериментальная поддержка компиляции в wasm поддерживается с версии 1.11[14].
- TypeScript — через AssemblyScript.
- D — LDC начиная с версии 1.11 поддерживает компиляцию и линковку кода на D напрямую в WebAssembly[15].
- Lazarus — поддерживает сборку в WebAssembly[16]
- Kotlin — экспериментальная поддержка.
- Ruby — с версии 3.2.0[17], через WASI[18].

## Поддержка в браузерах
Реализация WebAssembly есть во всех основных браузерах (кроме Internet Explorer) с конца 2017 года:
- Google Chrome — wasm поддерживается с версии 57[20].
- Mozilla FireFox — поддержка wasm появилась в версии 52[21].
- Safari — поддерживается начиная с версии 11[22]
- Microsoft Edge — поддерживается начиная с версии 16[23].

По состоянию на июль 2021 год 94 % установленных браузеров поддерживают WebAssembly. Для устаревших браузеров существует полифил asm.js.